# Avanti Martinetti
Avanti Martinetti (ur. 3 grudnia 1904 w Lozannie, zm. 15 października 1970 w Paryżu) – włoski kolarz torowy i szosowy, złoty medalista torowych mistrzostw świata.

## Kariera
Największy sukces w karierze osiągnął w 1926, kiedy zwyciężył w sprincie indywidualnym amatorów podczas mistrzostw świata w Mediolanie. W zawodach tych bezpośrednio wyprzedził Francuza Léona Galvainga oraz Holendra Antoine'a Mazairaca. Dwa lata później zwyciężył również w Grand Prix UCI, a w latach 30. pięciokrotnie zdobywał mistrzostwo Włoch w sprincie. Nigdy nie wystartował na igrzyskach olimpijskich. Startował również w wyścigach szosowych, ale bez większych sukcesów.